# Kazuyoshi Funaki
Kazuyoshi Funaki (船木 和喜, Funaki Kazuyoshi; Yoichi (Hokkaido), 27 april 1975) is een Japanse schansspringer. Tijdens de Olympische Winterspelen 1998 in eigen land, in Nagano, veroverde Funaki olympisch goud op de grote schans zowel individueel als met het teamontwikkeling het seizoen 1997/1998 won hij het vierschanzentoernooi.

## Resultaten

### Olympische Winterspelen
| Jaar | Plaats         | Resultaten                                                        |
| ---- | -------------- | ----------------------------------------------------------------- |
| 1998 | Nagano         | K-120 individueel · K-90 individueel · K-120 landenwedstrijd      |
| 2002 | Salt Lake City | 7e K-120 individueel 9e K-90 individueel 5e K-120 landenwedstrijd |

### Wereldkampioenschappen schansspringen
| Jaar | Plaats        | Resultaten                                                            |
| ---- | ------------- | --------------------------------------------------------------------- |
| 1995 | Thunder Bay   | 5e K-120 individiueel 38e K-90 individueel                            |
| 1997 | Trondheim     | 4e K-90 individiueel · 10e K-120 individueel · K-120 landenwedstrijd  |
| 1999 | Ramsau        | K-90 individiueel · 5e K-120 individueel · K-120 landenwedstrijd      |
| 2001 | Lahti         | 32e K-90 individiueel                                                 |
| 2003 | Val di Fiemme | 15e K-95 individiueel · 16e K-120 individueel · K-120 landenwedstrijd |

### Wereldkampioenschappen skivliegen
| Jaar | Plaats          | Resultaten             |
| ---- | --------------- | ---------------------- |
| 1996 | Bad Mitterndorf | 20e K-180 individiueel |
| 1998 | Oberstdorf      | K-180 individiueel     |
| 2000 | Vikersund       | 7e K-180 individiueel  |
| 2002 | Harrachov       | 23e K-180 individiueel |

### Wereldbeker

#### Eindklasseringen
| Seizoen | Plaats | Punten |
| ------- | ------ | ------ |
| 1992/93 | 0      | 0      |
| 1994/95 | 4      | 843    |
| 1995/96 | 33     | 151    |
| 1996/97 | 3      | 1018   |
| 1997/98 | 2      | 1234   |
| 1998/99 | 4      | 1589   |
| 1999/00 | 14     | 475    |
| 2000/01 | 30     | 144    |
| 2001/02 | 11     | 460    |
| 2002/03 | 30     | 185    |
| 2003/04 | 40     | 71     |
| 2004/05 | 30     | 133    |
| 2008/09 | 63     | 12     |

#### Wereldbekerzeges
| Datum            | Plaats                 | Schans          |
| ---------------- | ---------------------- | --------------- |
| 10 december 1994 | Planica                | kleine schans   |
| 4 januari 1995   | Innsbruck              | grote schans    |
| 14 december 1996 | Harrachov              | grote schans    |
| 4 januari 1997   | Innsbruck              | grote schans    |
| 12 maart 1997    | Kuopio                 | kleine schans   |
| 16 maart 1997    | Holmenkollen           | grote schans    |
| 30 december 1997 | Oberstdorf             | grote schans    |
| 1 januari 1998   | Garmisch-Partenkirchen | grote schans    |
| 4 januari 1998   | Innsbruck              | grote schans    |
| 25 januari 1998  | Oberstdorf             | skivlieg schans |
| 21 maart 1998    | Planica                | grote schans    |
| 10 januari 1999  | Engelberg              | grote schans    |
| 24 januari 1999  | Sapporo                | grote schans    |
| 6 maart 1999     | Lahti                  | kleine schans   |
| 5 februari 2005  | Sapporo                | grote schans    |